# Clarebout Potatoes
Clarebout Potatoes is een Belgisch bedrijf gevestigd in West-Vlaanderen, opgericht door Jan Clarebout.
Het bedrijf is gespecialiseerd in de verwerking van aardappelen tot diepgevroren frieten, aardappelkroketten en andere aardappelspecialiteiten.  De diepvriesfrieten worden voornamelijk geproduceerd voor huismerken (private label). Clarebout Potatoes is (mei 2025) de derde grootste wereldspeler van diepvriesfrieten na Mc Cain en Lamb Weston en exporteert naar meer dan 120 landen.
Het bedrijf heeft verschillende productie-eenheden, waarvan 2 ultramoderne faciliteiten in België zijn gevestigd: vanaf 1988 in Nieuwkerke (waals/frans: Neuve-Église) en in Waasten in Waalse provincie Henegouwen/Hainaut. Wegens beperkingen in bouwgrond en arbeidskrachten in Vlaanderen, heeft Clarebout Potatoes gekozen voor Duinkerke in Noord-Frankrijk voor het opzetten van een nieuwe grote productie-eenheid. 
Eind juli 2017 was er een uitbraak van de bacterie legionella in de afdeling van Nieuwkerke. Een honderdtal medewerkers werden ziek. Twee lagen ter observatie in het ziekenhuis. Het bedrijf scherpte de hygiëneregels aan.
In 2022 nam Clarebout Potatoes het bedrijf Mydibel in Moeskroen over en overschreed de omzet de kaap van 1 miljard euro.
Op 12 juli 2025 raakte bekend dat Clarebout wordt overgenomen door de Amerikaanse multinational J. R. Simplot Company.